# 만약에 2
만약에 2 — 저명한 역사가들이 대체 역사를 상상하다(영어: What If? 2: More What If?: Eminent Historians Imagine What Might Have Been)는 25편의 대체 역사를 다루는 수필집이다. 2001년 ISBN 0-399-14795-0으로 출간되었으며, 대한민국에서는 2003년 ISBN 89-86698-53-6으로 출간되었다. 로버트 카울리(Robert Cowley)가 전편 만약에 1과 함께 엮어 출간했다.

## 수필[1]
- "서양 철학사에 소크라테스, 플라톤은 없다(영어: Socrates Dies at Delium, 424 BC)". 빅터 데이비스 핸슨(Victor Davis Hanson) 저.
  - 만약에 소크라테스가 그의 철학이 플라톤에 의해 기록되기 전에 사망했다면?
- "이집트의 국교는 그리스도교(영어: Not by a Nose)". 조시아 오버(Josiah Ober) 저.
  - 만약에 마르쿠스 안토니우스와 클레오파트라 7세 필로파토르가 악티움 해전에서 승리했다면?
- "나사렛 예수, 향년 97세로 세상을 뜨다(영어: Pontius Pilate Spares Jesus)". 카를로스 M. N. 에이레(Carlos M. N. Eire) 저.
  - 만약에 예수가 십자가형을 당하지 않고 장수했다면?
- "스칸디나비아인들, 유럽을 지배하다(영어: Repulse at Hastings, October 14, 1066)". 세실리아 홀랜드(Cecelia Holland) 저.
  - 만약에 윌리엄 1세가 잉글랜드를 정복하지 못했다면?
- "아메리카는 중국 땅(영어: The Chinese Discovery of the New World, 15th century)". 시어도어 F. 쿡 주니어(Theodore F. Cook Jr.) 저.
  - 만약에 정화의 원정이 계속 이어졌다면?
- "오늘날, 미국은 없다(영어: Martin Luther Burns at the Stake, 1521)". 제프리 파커(Geoffrey Parker) 저.
  - 만약에 마르틴 루터가 보름스 의회에서 처형당했다면?
- "청교도 혁명은 없다(영어: If Charles I Had Not Left Whitehall, August 1641)". 시어도어 K. 래브(Theodore K. Rabb) 저.
  - 만약에 1641년 찰스 1세가 전염병으로 사망했다면?
- "나폴레옹, 카리브-아메리카 제국을 건설하다(영어: Napoléon's Invasion of North America)". 토머스 플레밍(Thomas Fleming) 저.
  - 만약에 1802년 아이티 혁명 중 프랑스군이 황열으로 궤멸하지 않았다면?
- "미국 흑인에게 자유란 없다(영어: If Lincoln Had Not Freed the Slaves)". 톰 위커(Tom Wicker) 저.
  - 노예 해방 선언이 발표되지 않았다면?
- "양차 세계 대전, 아예 발발하지 않다(영어: France Turns the Other Cheek, July 1870)". 엘리스테어 혼(Alistair Horne) 저.
  - 프로이센-프랑스 전쟁이 발발하지 않았다면?
- "제1차 세계 대전, 조기에 종료되다(영어: The Election of Theodore Roosevelt, 1912)". 존 루카치(John Lukacs) 저.
  - 만약에 1912년 시어도어 루스벨트가 윌리엄 하워드 태프트 대신 공화당의 대통령 선거 후보로 지명되었다면?
- "제1차 세계 대전, 독일이 승리하다(영어: The Great War Torpedoed)". 로버트 L. 오코넬(Robert L. O'Connell) 저.
  - 만약에 1914년 12월 독일 제국 총리 테오발트 폰 베트만 홀베크가 빌헬름 2세에게 휴전 협상을 설득했다면?
- "공산주의 혁명은 없다(영어: No Finland Station)". 조지 페이퍼(George Feifer) 저.
  - 만약에 블라디미르 레닌이 페트로그라드에 도착하지 못했다면?
- "프랭클린 루스벨트, 암살당하다(영어: The Luck of Franklin Delano Roosevelt)". 제프리 C. 워드(Geoffrey C. Ward) 저.
  - 만약에 프랭클린 D. 루스벨트의 삶이 다르게 진행되었다면? 등 7개.
- "제2차 세계 대전, 1938년에 발발하다(영어: The War of 1938)". 윌리엄슨 머리(Williamson Murray) 저.
  - 만약에 독일의 체코슬로바키아 점령 이후 영국과 프랑스가 나치 독일에 선전포고했다면?
- "영국 수상, 처칠은 없다(영어: Prime Minister Halifax)". 앤드류 로버츠(Andrew Roberts) 저.
  - 만약에 핼리팩스 경이 윈스턴 처칠 대신 총리가 되었다면?
- "일본의 식민지, 오스트레일리아(영어: The Boys Who Saved Australia, 1942)". 제임스 브래들리(James Bradley) 저.
  - 만약에 일본 제국이 코코다 트랙 전역에서 승리했다면?
- "베를린, 원폭으로 불바다 되다(영어: Enigma Uncracked)". 데이비드 칸(David Kahn) 저.
  - 만약에 블레츨리 파크에서 독일 국방군의 에니그마 암호 해독에 실패했다면?
- "바티칸, 유대인 학살에 항거하다(영어: Pius XII Protests The Holocaust)". 로버트 카츠(Robert Katz) 저.
  - 만약에 로마 교황청이 나치 독일에 압력을 더 행사했다면?
- "동서 냉전은 없다(영어: VE Day — November 11, 1944)". 칼렙 카(Caleb Carr) 저.
  - 만약에 조지 S. 패튼과 버나드 로 몽고메리의 부대가 노르망디 상륙 이후 바로 독일으로 진격했다면?
- "히틀러, 전범 재판에 회부되다(영어: The Führer in the Dock)". 로저 스필러(Roger Spiller) 저.
  - 만약에 아돌프 히틀러가 자살하지 않고 전범 재판에 회부되었다면?
- "분단의 땅, 일본(영어: No Bomb, No End)". 리처드 B. 프랭크(Richard B. Frank) 저.
  - 만약에 1945년 11월 몰락 작전이 이루어졌다면?
- "미 국무 장관은 소련의 첩자(영어: The Presidency of Henry Wallace)". 제임스 체이스(James Chace) 저.
  - 만약에 프랭클린 D. 루스벨트가 부통령으로 해리 S. 트루먼을 지명하지 않았다면?
- 닉슨, 존슨, 케네디라는 미국 대통령은 없다(영어: A Tale of Three Congressmen, 1948)". 랜스 모로(Lance Morrow) 저.
  - 리처드 닉슨, 린든 B. 존슨, 존 F. 케네디의 삶이 다르게 진행되었다면?
- "보드카는 없다(영어: What if Pizarro Had Not Found Potatoes in Peru?)". 윌리엄 H. 맥닐(William H. McNeill) 저.
  - 만약에 프란시스코 피사로가 페루에서 감자를 발견하지 못했다면?

## 평가
- "사고 실험이나 단순한 호기심으로서, 한 사건이 역사에 기록된 것과 다르게 끝났다면 어떻게 되었을까를 궁금해하는 것은 드문 일이 아니다." — 워싱턴 타임스[2]
- "1999년에 출간되어 유명 역사가들이 각각 역사상의 결정적 순간들을 살펴보고 결정적 순간의 작은 운명적 변화가 역사를 어떻게 바꿀 수 있었는지를 다룬 책의 후속편이다. 전작은 대체 역사가 "진지"해 보이게 도와줬으며, 이 책은 그것을 굳히게 해 줄 것이다." — USA 투데이[3]

## 같이 보기
- 만약에 1